# The Mystery
The Mystery ist eine deutsche Metalband aus Heiligenhaus, die im März 1996 gegründet wurde. In den Jahren 2002 und 2003 wurden zwei Demo-Alben aufgenommen. Es folgten mehrere Konzerte in Nordrhein-Westfalen. Nach einigen Besetzungswechseln wurde dann das Debüt-Album „Scars“ produziert, welches 2005 erschien. Zwei Jahre später wurde ein weiteres Album mit dem Namen „Soulcatcher“ produziert, das im Mai des darauffolgenden Jahres, also 2008, erhältlich war. Mit der aktuellen Sängerin Iris Boanta erschien 2012 das Album „Apocalypse 666“.

## Geschichte

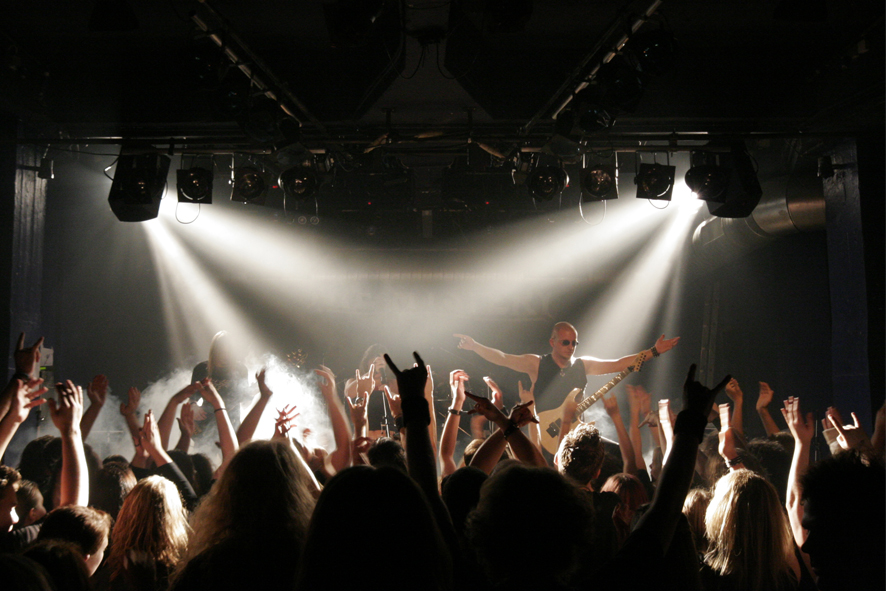
The Mystery beim Börsencrash-Festival 2005 in Wuppertal

Nachdem die im März 1996 gegründete Band einige lokale Konzerte gespielt hatte, folgten dann die ersten großen Auftritte im In- und Ausland mit bekannten Bands wie „Die Happy“ und „Subway to Sally“. 2004 gab es dann einige Konzerte zusammen mit Metal-Bands wie beispielsweise Suidakra, Majesty, Thyrfing, Raise Hell, Tankard, Die Apokalyptischen Reiter sowie Flowing Tears, die The Mystery durch Deutschland und ins bosnische Goražde führte. Im gleichen Jahr bekam die Band Verstärkung durch Mario Decher der das Management der Band übernahm. Mario Decher brachte Erfahrung mit in die Band, denn er arbeitete in verschiedener Form für andere bekannte Künstler wie The Lords oder Michael Jackson.
Am 14. Oktober 2005 wurde „Scars“ veröffentlicht, weitere Konzerte führten die Band bis zur Veröffentlichung in 2008, des Albums Soulcatcher, durch die Städte Deutschlands. Sie spielten auf diversen Festivals, wie das „Headbangers Night II“ mit „Paragon“, „Pure Inc.“ und Josh Kramer von der amerikanischen White Metal Legende „Saint“, „Winternachtstraum-Festival“ in Arnsberg mit Bands wie „Suidakra“, „Ensiferum“, „Mystic Prophecy“, „Orden Ogan“, „Contradiction“, „van Canto“ und vielen weiteren, United Metalheads Festival in Wuppertal mit „Unrest“ und „Wolfen“.
Im Herbst 2008 entschloss sich The Mystery, einen weiteren Gitarristen in die Band aufzunehmen. Zum 25-jährigen Bühnenjubiläum von Doro Pesch, erschien im Dezember 2008 über „Pure Steel Records“ ein Tributealbum. The Mystery nahmen extra für diesen Sampler den Song „Bad Blood“ von Doro Pesch auf. Unterstützt wurde die Band bei den Aufnahmen von Siggi Bemm, der bekannte Künstler wie Peter Maffay, Udo Lindenberg, Kreator und Lacuna Coil produzierte. Außerdem spielten The Mystery in den Jahren 2008 und 2009 viele Konzerte mit Bands wie Axxis, Chinchilla, Stormwarrior, Ivory Night, Mob Rules, Vengeance, Powerwolf, Motorjesus, The New Black, Letzte Instanz, Mono Inc., Grailknights, Primal Fear und Brainstorm.
Seit Ende 2011 singt die Metal-Sängerin Iris Boanta bei The Mystery. 2012 wurde das Album „Apocalypse 666“ durch Pure Steel Records auf CD und Vinyl weltweit veröffentlicht.

## Stil

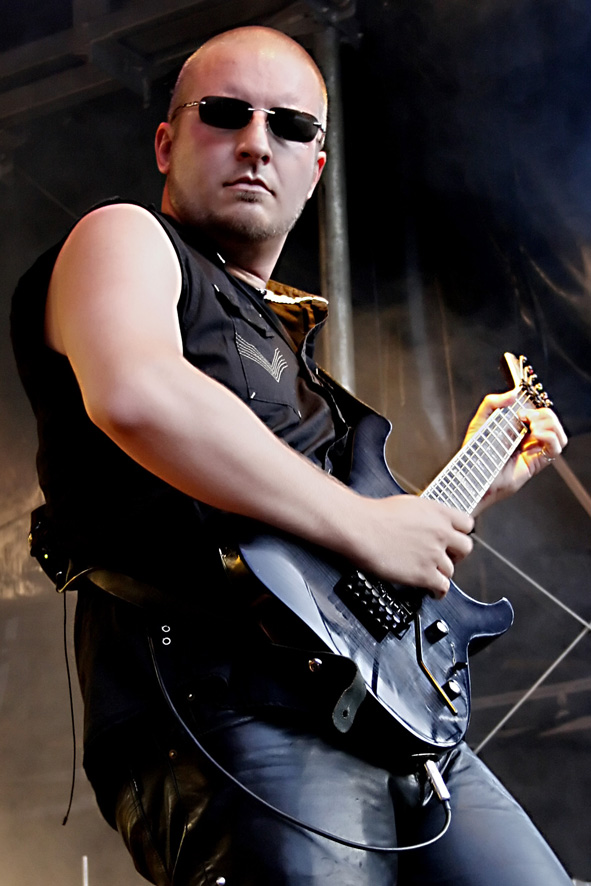
Gründungsmitglied, Alex Thunder Martin von The Mystery beim WÜrG Open Air 2008 in Wülfrath

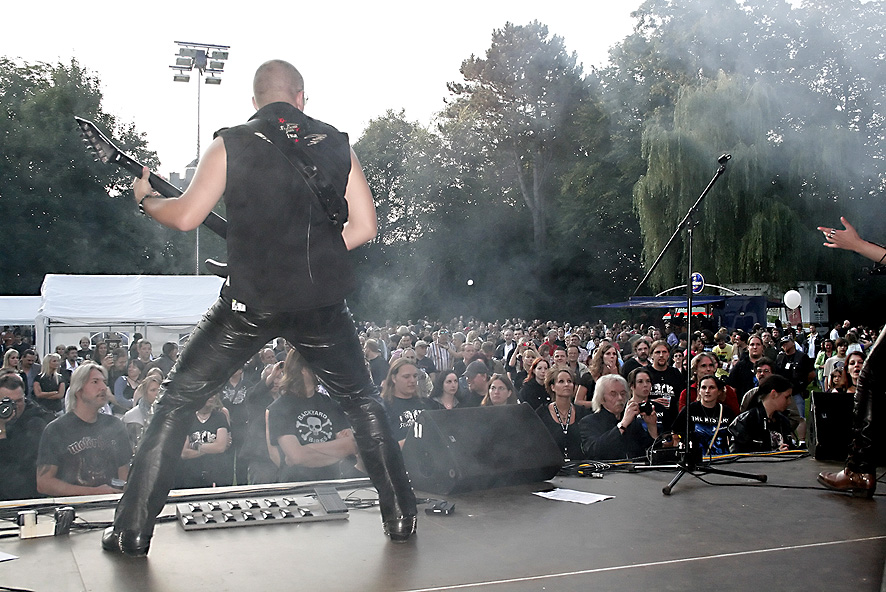
The Mystery beim WÜrG Open Air 2008 in Wülfrath

The Mystery nennen ihren Stil „Female Fronted Melodic Metal“. Der Stil lässt sich als an die Metal-Tradition der 1980er Jahre angelehntes Heavy Metal, melodisch und mit weiblicher Rockstimme beschreiben.

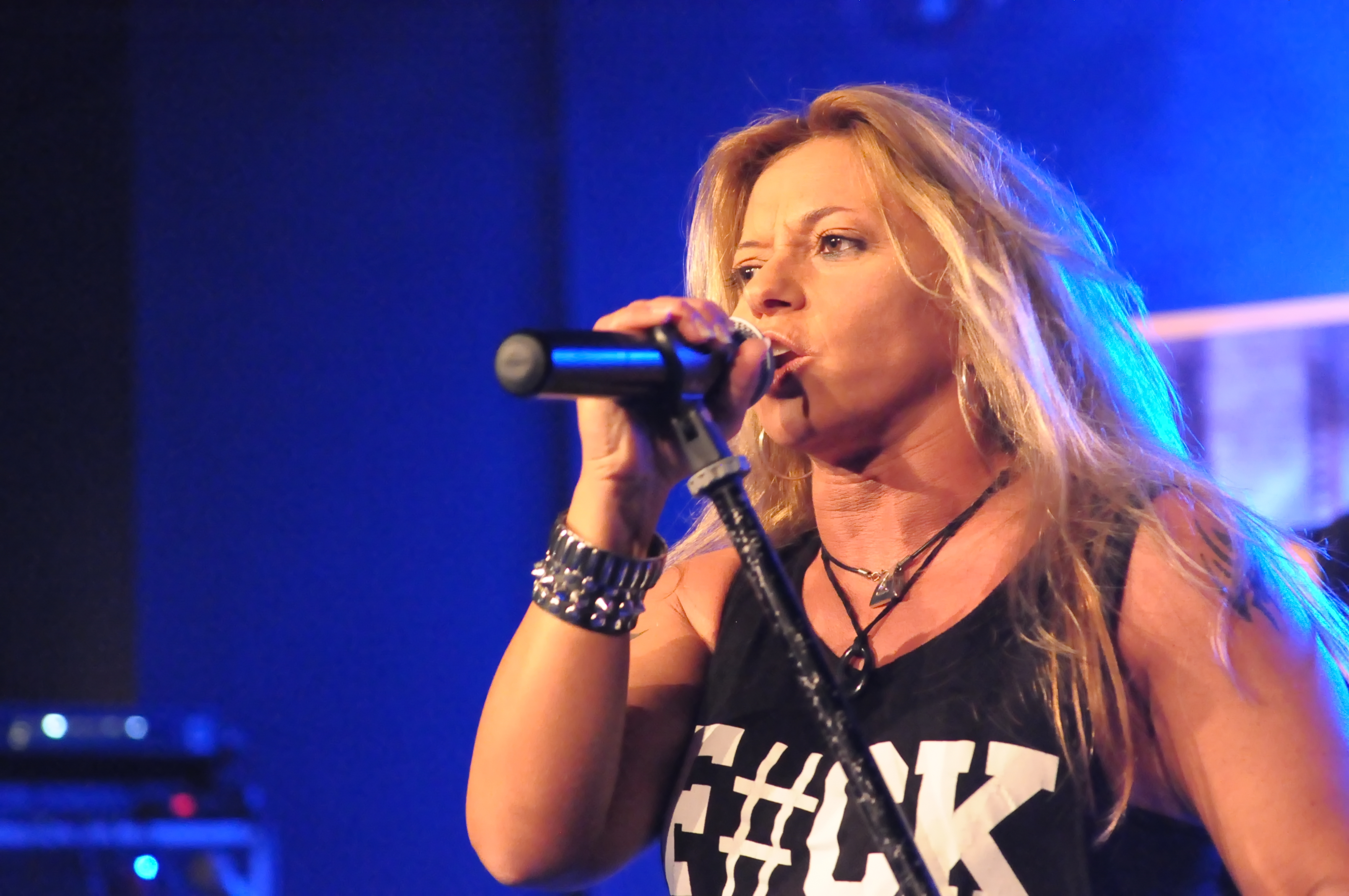
Iris Boanta
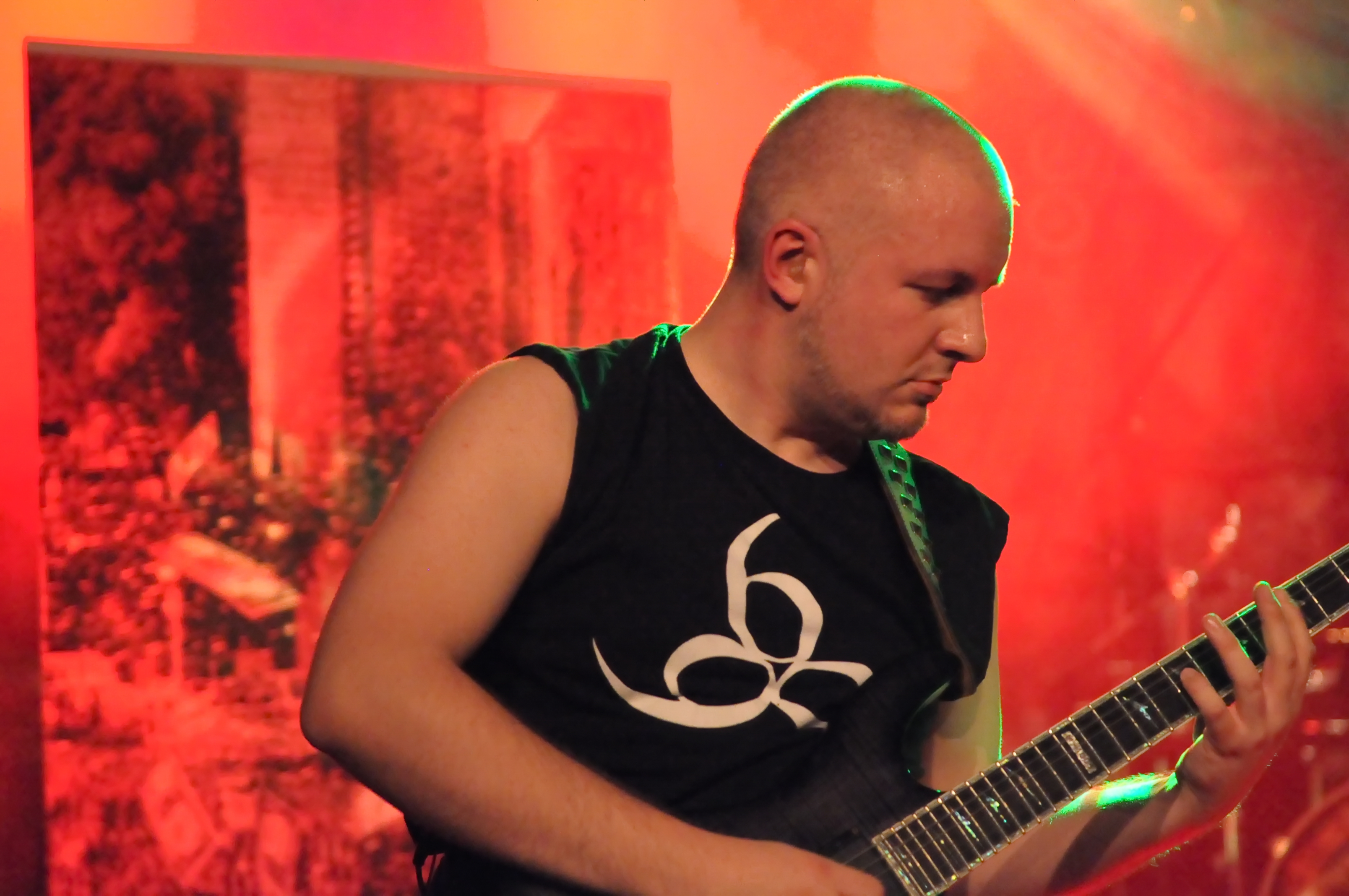
Alex Thunder Martin
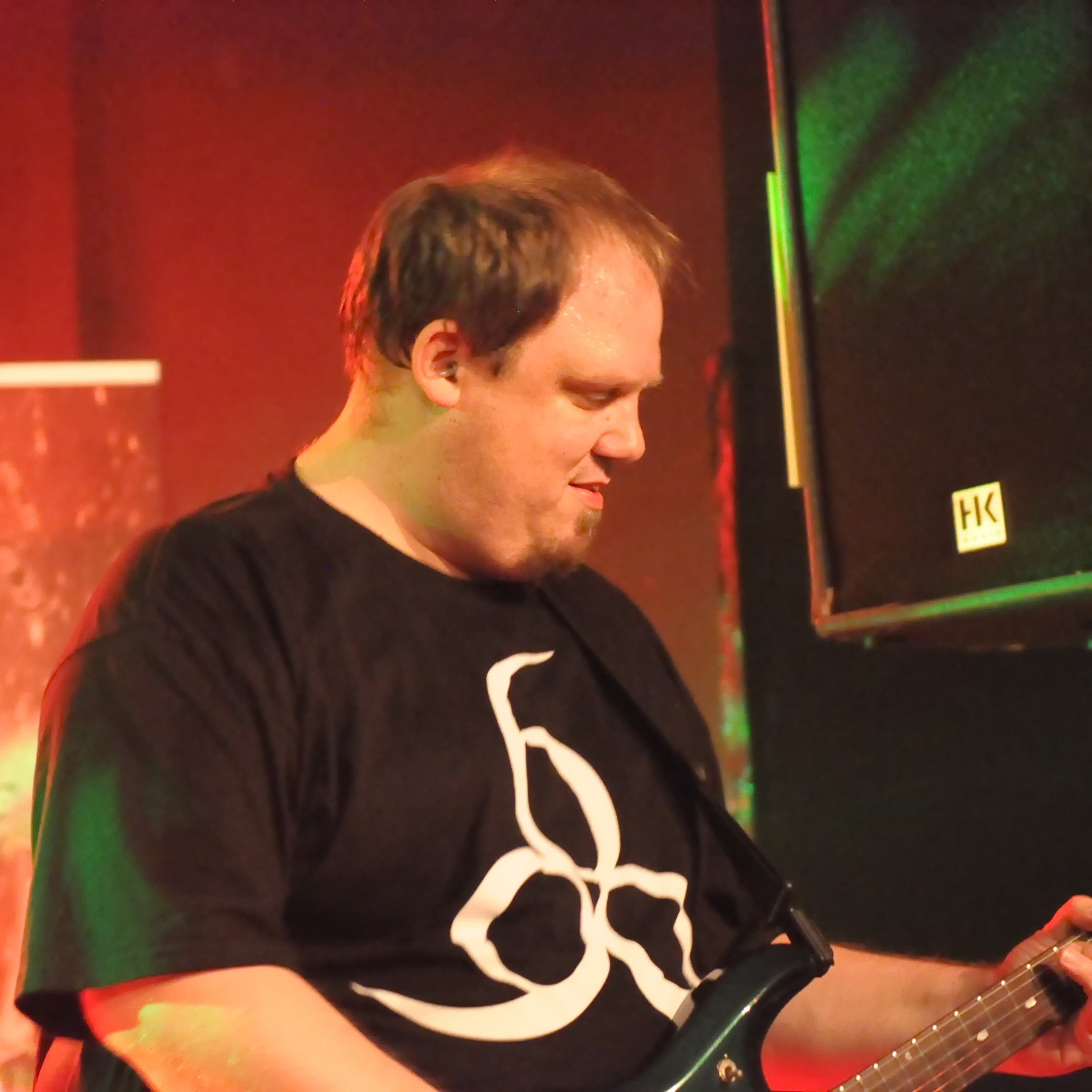
Stefan Weitzel
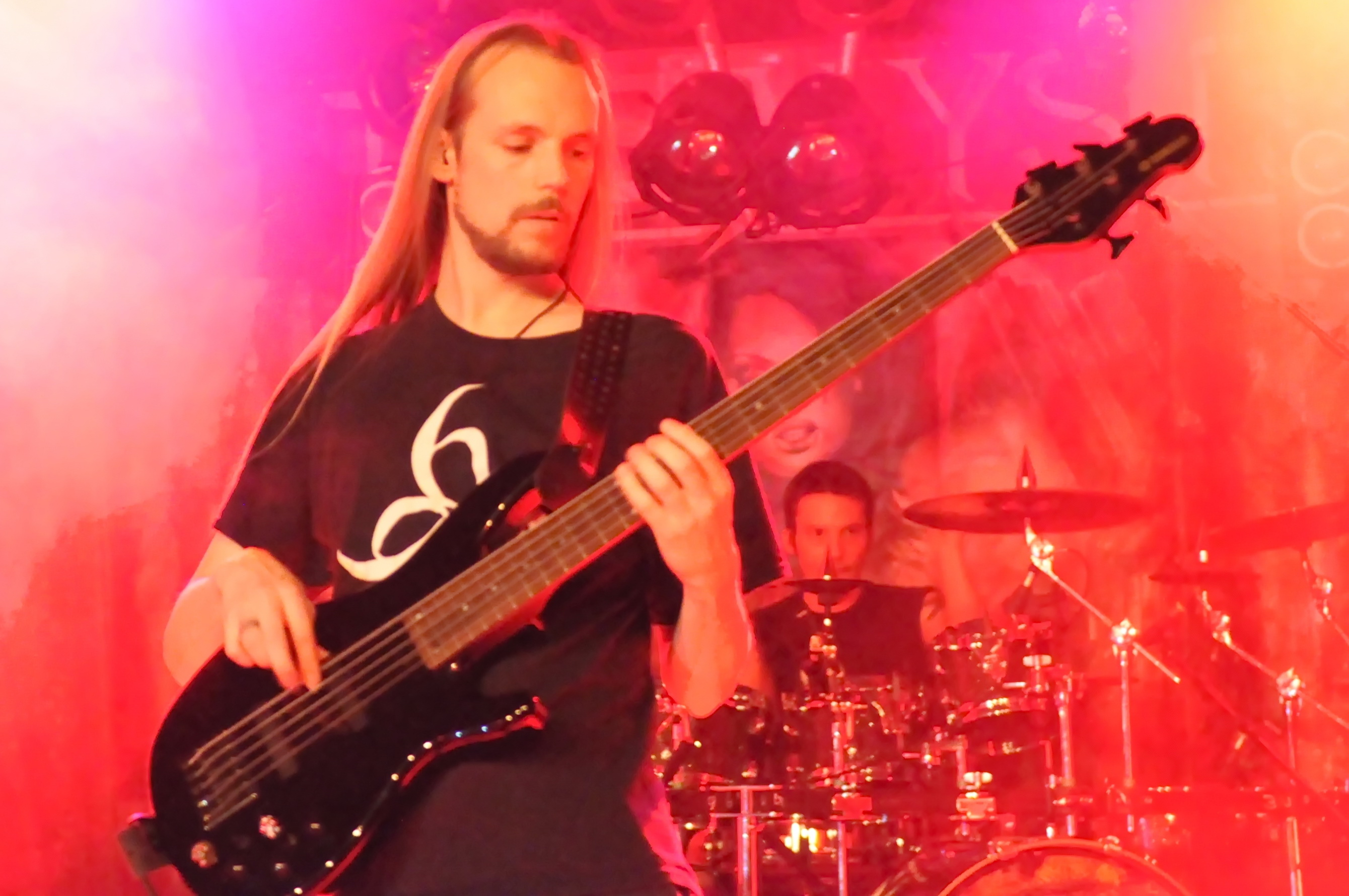
Christian Laake
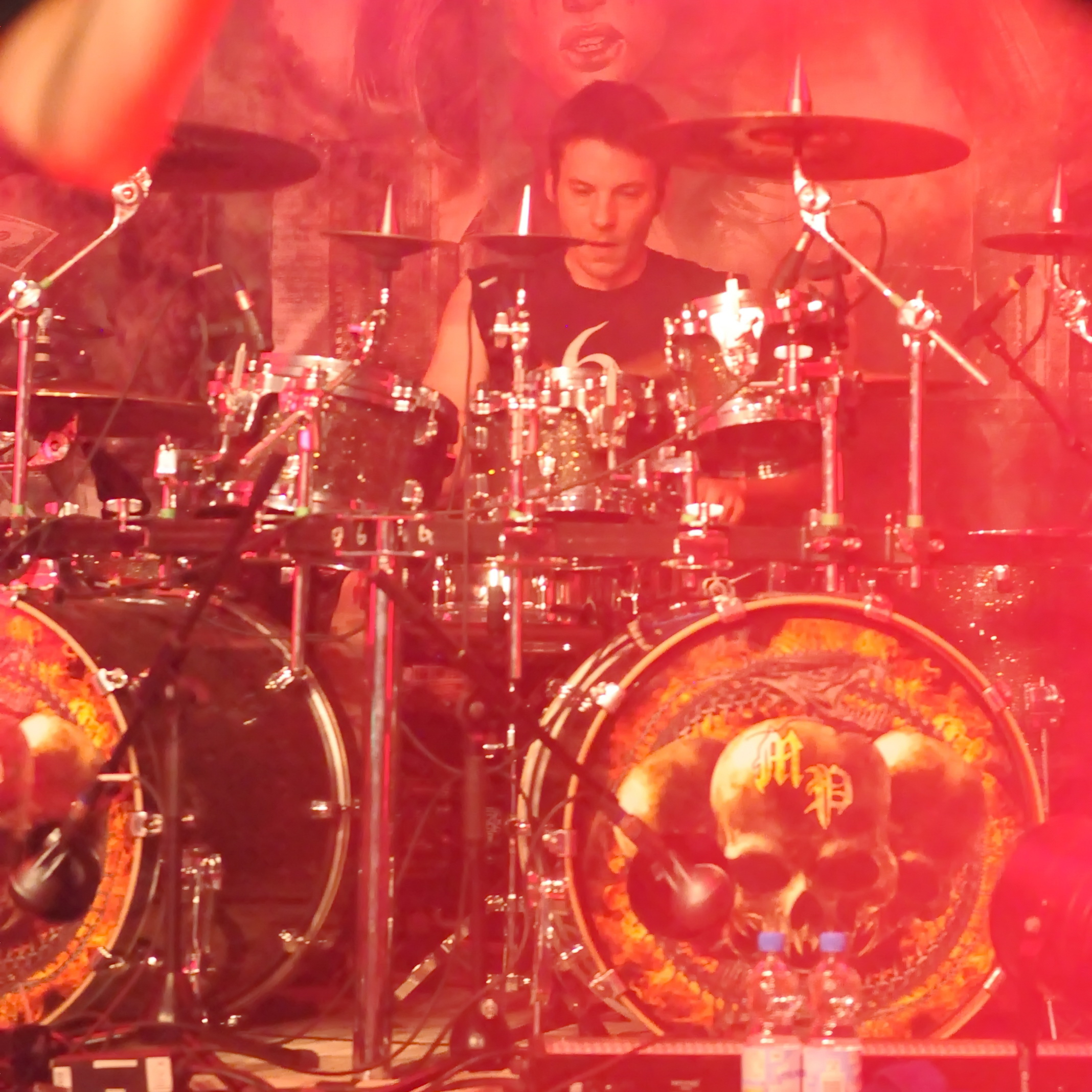
Daniel Kahn

## Diskografie

### Alben
- 2002: …where the wind blows freedom [56:17] (15 Tracks)
- 2003: Facing the Storm [46:56] (12 Tracks)
- 2005: Scars [46:35] (13 Tracks)
- 2006: …where the wind blows freedom – Silver Edition [66:44] (18 Tracks)
- 2008: Soulcatcher [56:15] (15 Tracks)
- 2012: Apocalypse 666 – Pure Steel Records

### Sampler
- 2004: Blackchurch Vol.1 – Song: 1.000.000 light years away
- 2005: Underground Domination Vol.1 – Song: Revenge
- 2005: Bands Battle IV – Song: Hells Gate
- 2005: The Reaper Comes V – Song: Hells Gate
- 2005: Rock it! - Sampler Hear it! Vol.20 – Song: Schizophrenia
- 2006: Germany's First Vol.1 – Song: Vengeance is mine
- 2008: Rock it! - Sampler Hear it! Vol.37 – Song: Judas betrayed
- 2008: Tribute to Steel – Tribute-Sampler Warlock / Doro – Song: Bad Blood

### Videos
- 2008: Judas Betrayed
- 2012: Nailed to the Cross
- 2012: Blackened Ivory